# 副島吉雄
副島 吉雄（そえじま よしお、1906年8月14日 - 1974年6月9日）は、日本の機械工学者。大阪大学名誉教授。理学博士（京都帝国大学）。大阪工業大学工学部機械工学科元教授。
専門は、精密工学・光流体工学、応用物理学・分光学。

## 略歴
京都府出身。祖父は軍医の副島吉謙、父は京都帝国大学医学部教授・副島豫四郎。1931年京都帝国大学理学部物理学科卒業（分光学の権威である理化学研究所の木村正路の指導。1940年広島高等工業学校教授。1941年に召集され、陸軍工兵少尉として応召。1944年理学博士（京都帝国大学）。1947年神戸大学工学部教授、1959年大阪大学工学部精密工学科教授、第6講座（科学機器）を担当。1970年大阪大学を定年退職、名誉教授。同年、大阪工業大学工学部機械工学科教授。1974年6月9日、胃癌のため死去。
大阪大学および大阪工業大学にて、初期の精密工学・光流体工学（流体工学と応用物理学の融合）の研究・育成に貢献した。その功績を讃えて、大阪工業大学では「副島奨学金」が開設されている。
主な著書は『精密測定 機械工学講座 - 改訂3版』（共著、共立出版1987、学術書）。主な所属学会は、精機学会（現：精密工学会）、日本物理学会、応用物理学会。

## 主な研究
- 空気マイクロメータを利用した觸針式仕上面検査機の試作
- 金属薄膜の光透過率[3]。
- 網状ポリエステルの応力-複屈折効果 (II) 光弾性効果におよぼすγ線照射の影響 - 神戸製鋼との共同研究[8]。
- 光学的方法による空気式純流体素子内流れの観測[9] - 大阪大学との共同研究
- モアレ法を用いた干渉光弾性法